# Azud de La Parra
El azud de La Parra es un embalse español situado en el cauce del río Lozoya, en la provincia de Madrid. Se inauguró en 1904 para derivar agua desde el río Lozoya por el canal de La Parra, enlazando con la prolongación del canal primitivo de abastecimiento a Madrid realizado en 1860 hasta el azud de Navarejos, para su uso por el Canal de Isabel II.

## Descripción
Este azud se construyó para sustituir la toma que se efectuaba desde el azud de Navarejos, que en aquellas fechas se encontraba aterrado y donde además se recogían, cuando había lluvias, las aguas turbias que llevaban los arroyos de Robledillo y de La Parra, que enturbiaban las aguas que corrían por el río Lozoya reguladas desde el embalse de El Villar.
La construcción posterior del canal de El Villar y del embalse de El Atazar y su canal han hecho que este azud haya quedado habitualmente sin uso. No obstante el Canal de Isabel II conserva el azud y su canal con objeto de poderlos utilizar para el abastecimiento, en caso de sequía, es decir, de llegar a los últimos 50 hm³ almacenados en el embalse de El Atazar, que no pueden ser extraídos desde su torre de toma.

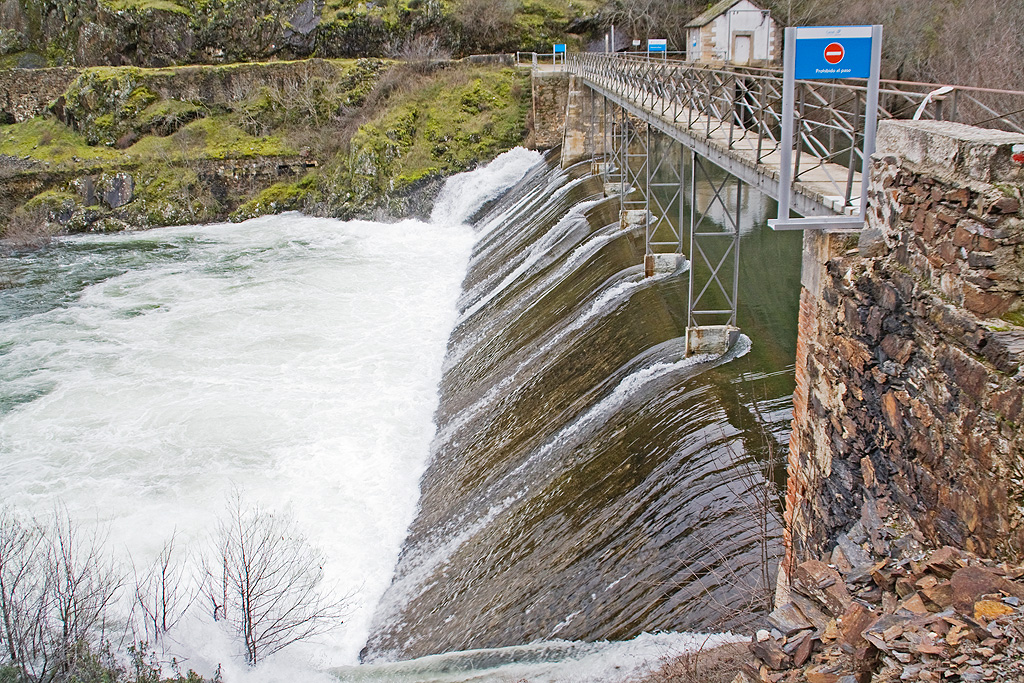
Azud de La Parra con agua proveniente de vertidos en el embalse de El Atazar

Este azud suele permanecer lleno, al mantenerse habitualmente su desagüe de fondo cerrado, con el caudal medioambiental que permanentemente se deja circular desde el embalse de El Atazar. Pero cuando, poco frecuentemente, desde el citado embalse se realizan vertidos más caudalosos se puede contemplar un vertido más espectacular sobre el dique del azud.
La pasarela sobre el azud ha servido tradicionalmente para dar continuidad a las sendas que recorren la zona, tales como la Senda del Genaro, cuando el río circula crecido y no es posible vadearlo, pero en 2014 el Canal de Isabel II colocó unos carteles prohibiendo el paso por dicha pasarela por motivos de seguridad. Por ello, en estas circunstancias, no es posible cruzar el río entre el embalse de El Atazar y el puente del Pontón de la Oliva.